# سماكين الشرق
قرية سماكين الشرق هي إحدى القرى التابعة لمركز الحسينية في محافظة الشرقية في جمهورية مصر العربية. حسب إحصاءات سنة 2006، بلغ إجمالي السكان في سماكين الشرق 7795 نسمة، منهم 3991 رجل و3804 امرأة.